# 클렙슈-고르단 계수
군 표현론과 양자역학에서 클렙슈-고르단 계수(Clebsch-Gordan coefficient)는 두 표현의 텐서곱을 기약 표현의 직합으로 나타낼 때 사용되는 계수다. 독일의 수학자인 알프레트 클렙슈(Rudolf Friedrich Alfred Clebsch)와 파울 고르단(Paul Albert Gordan)의 이름을 땄다.

## 양자역학에서의 쓰임새
양자역학에서 각운동량을 더할 때 사용된다. 두 입자가 주어진 각운동량을 가지면, 두 입자로 이루어진 전체 계의 상태는 두 입자의 개별적인 상태의 텐서곱이다. 전체 계의 각운동량은 일반적으로 여러 가능한 상태의 포갬이다. 각각의 가능한 각운동량 상태의 확률크기를 계산하려면, 각 입자의 각운동량 상태의 텐서곱을 전체 계의 각운동량 기약 표현으로 나누어야 한다. 이 과정에서 클렙슈-고르단 계수가 필요하다. 스핀은 리 군 Spin(3)의 표현이므로, 양자역학에서 쓰이는 클렙슈-고르단 계수는 주로 Spin(3)의 것이다. (Spin(3)은 SU(2)와 같은 리 군이다.)

## 역사
독일의 수학자인 알프레트 클렙슈(Rudolf Friedrich Alfred Clebsch)와 파울 고르단(Paul Albert Gordan)이 1866년에 대수기하학을 다루기 위하여 도입하였다.

## 같이 보기
- 구면 조화 함수
- 표현론 (수학)
- 르장드르 연관 함수
- 각운동량
- 각운동량 결합
- 총 각운동량 양자수
- 방위 양자수
- 위그너-에카르트 정리